# 若月雄介
若月 雄介（わかつき ゆうすけ、1951年9月3日-）は、新潟県出身の静岡第一テレビ（SDT）の社員。元同局のアナウンサー。

## 経歴
- 上智大学文学部卒業後、テレビ和歌山を経て、（1979年7月の開局時より）静岡第一テレビでアナウンサー。
- 制作部長、アナウンス部長、営業局長、事業局長、報道局長、SDTエンタープライズ常務取締役（2006年8月）等を歴任。

## 過去の担当番組
- ズームイン!!朝!（初代静岡リポーター 1979年7月 - 1982年3月）
- Today静岡（1982年4月 - 1985年3月）
- Todayしずおか（1985年4月 - 1987年9月）
- NNN Todayしずおか（1987年10月 - 1988年3月）
- しずおかプラス1（1988年4月 - 1989年3月）
- あさチャン!!（1998年3月30日 - 2001年9月28日）

## その他
娘がいる。